# Alopecurus davisii
Alopecurus davisii är en gräsart som beskrevs av Norman Loftus Bor. Alopecurus davisii ingår i släktet kavlen, och familjen gräs. Inga underarter finns listade i Catalogue of Life.